# زولازپام
زولازپام (فلوپیرازاپن) مشتق شده از پریازولودیاازپینون است که به‌طور ساختاری با داروهای بنزودیازپین مرتبط است، این دارو به عنوان یک داروی بیهوشی برای طیف وسیعی از حیوانات در دامپزشکی استفاده می‌شود. این دارو معمولاً در ترکیب با سایر داروها نظیر آنتاگونیست‌های N-متیل-D-آسپارتیک اسید مانند تیلتامین (به انگلیسی: Tiletamine) یا محرکهای آلفا دو مانند زیلازین (به انگلیسی: Xylazine) استفاده می‌شود.
این دارو در PH طبیعی به شکل محلول در آب است و این ویژگی باعث شروع اثر بسیار سریع آن است.
این دارو در ترکیب با تیلتامین برای آرام‌بخشی گستره وسیعی از حیوانات مانند گوریل و خرس قطبی مورد استفاده قرار می‌گیرد و به دلیل عوارض کمتر نسبت به کتامین اولویت بیشتری دارد. مخلوط تیلتامین و زولازپام به نام تلازول به فروش می‌رسد.